# Carl Pietzner
Carl Pietzner (Wriezen, 9 de abril de 1853-Viena, 25 de noviembre de 1927) fue un fotógrafo e inventor austriaco, uno de los más conocidos de su época, especializado en retratar a los miembros de la realeza y la alta sociedad, así como a personalidades de otros ámbitos. Junto a Jan Langhans, los dos se encargaban a finales del siglo XX-comienzos del XIX de casi la totalidad de las fotografías, principalmente retratos, de ciudadanos prominentes de la monarquía austrohúngara. Se considera que su estudio de Viena era el más grande de su época a nivel mundial.

## Biografía
Carl Pietzner ya estaba empleado en 1864, con tan sólo 11 años, en el estudio Harnecker de Wriezen, su ciudad natal. Su trabajo como técnico de laboratorio, copiando y retocando fotografías, le terminó llevando a Berlín, San Petersburgo y Moscú. Finalmente terminó siendo director de un negocio fotográfico en Varsovia. 
En 1875 consiguió la nacionalidad austriaca y se afincó definitivamente en este país centroeuropeo. Su primer estudio en este nuevo país lo inauguró en 1877 en Tepliz (Bohemia), hoy en día parte de la República Checa y entonces una importante localidad de la frontera entre el poderoso imperio Austrohúngaro y Alemania. 
El negocio le fue tan bien que fundó numerosas filiales. Entre 1891 y 1892 tuvo también estudio en Viena y desde 1893 se convirtió en fotógrafo de la corte, lo que hizo que en 1895 se mudase definitivamente a esta ciudad.
En el año 1900 ya tenía en torno a una decena de estudios y era, junto a Wilhelm Perlmutter uno de los fotógrafos de moda más importantes de Austria, ocupando a unas 300 personas.
Desde 1904 comenzó también a trabajar junto a Eduard Bertel en Salzburgo, tras lo cual los dos se apropiaron del estudio de Friedrich Würthle hijo
En 1909 fue nombrado consejero imperial del kaiser y dos años después abrió una nueva filial de sus negocios fotográficos en Karlsbad, ciudad de descanso veraniego de la nobleza.
Durante la Primera Guerra Mundial o él, o su hijo de igual nombre, firmaron la documentación gráfica en el frente del este. Posteriormente se quitó la vida envenenándose con gas en su domicilio vienés del barrio de Penzing, especulándose que probablemente por los problemas financieros derivados de la pérdida de su clientela tras la guerra. Su hijo Carl y G. Fayer se hicieron cargo del negocio de su padre.

## Inventor
Carl Pietzner fue el inventor de la fotografía en relieve (no confundirla con la fotografía estereoscópica), que patentó en 1898. Esta técnica sería usada posteriormente para el desarrollo de la escritura para ciegos.  
Es conocida una fotografía de la emperatriz Sissí hecha por Ludwig Angerer que Pietzner retocó intentando darle el aspecto que tenía cuando fue asesinada, ya que ella no se había dejado fotografiar nuevamente desde que había cumplido 30 años.

”Retratos”
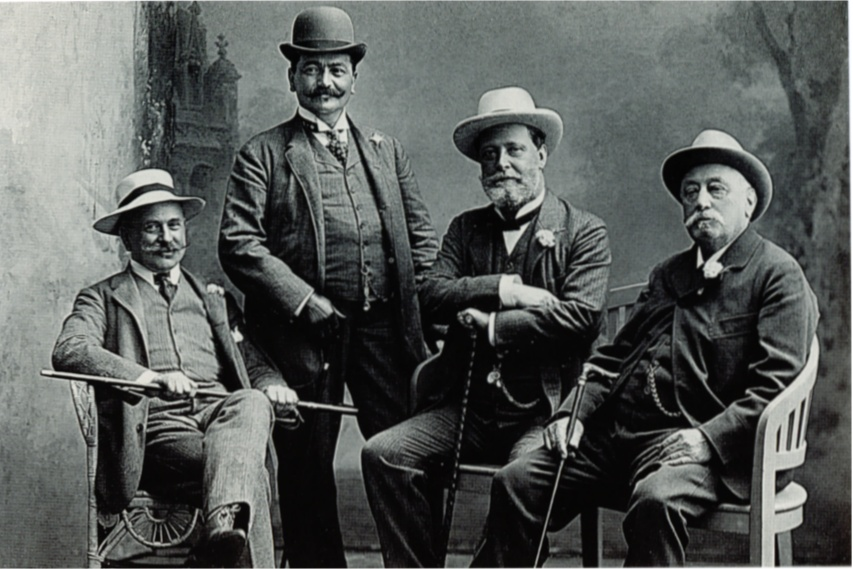
Karl Lueger, político que fuera alcalde de Viena, con otros compañeros (segundo por la derecha) (1905)
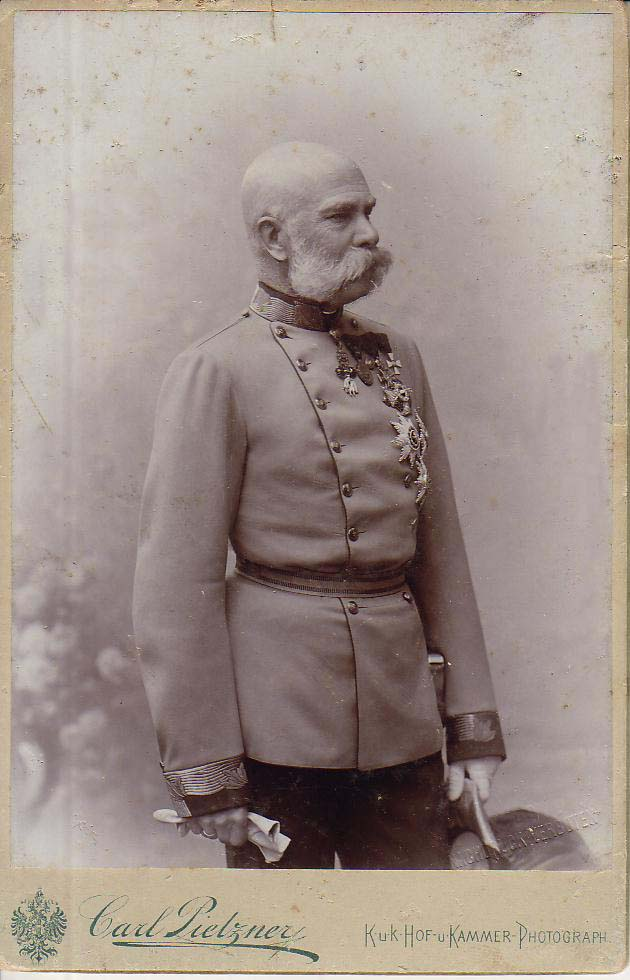
El emperador Francisco José I de Austria (hacia 1885)
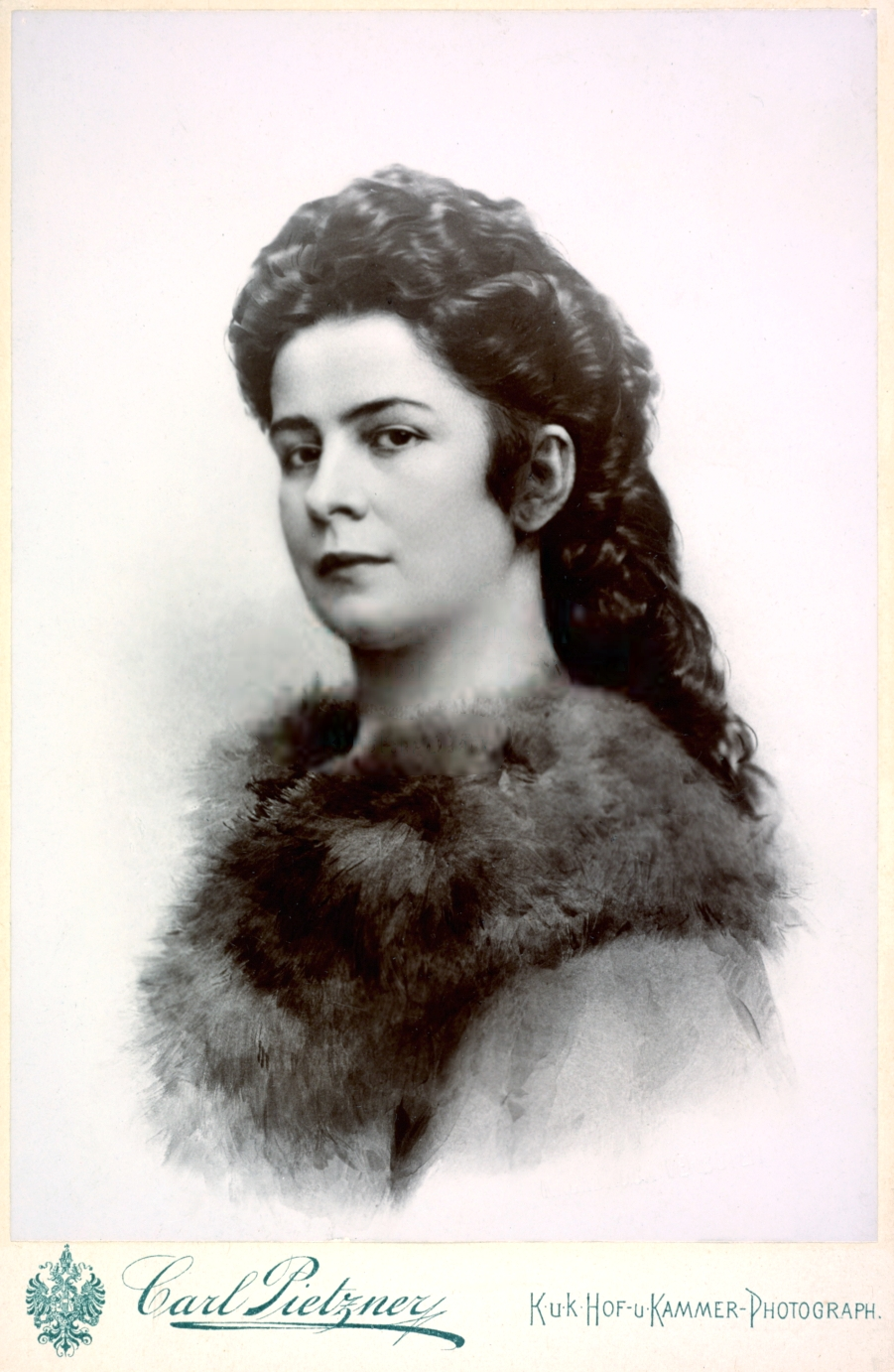
Fotografía de la emperatriz Sissí de Ludwig Angerer de años atrás (Retocada por Pietzner en 1898 intentando darle el aspecto que tenía entonces)

## Publicaciones
- 1900. Carl Eichler y Carl Pietzner (Manuales Becker)

## Órdenes
- Caballero de la Orden imperial de Francisco José.[3] ( Imperio austrohúngaro)